# Дух Рождества
«Дух Рождества́» (англ. The Spirit of Christmas) — название двух коротких мультфильмов Трея Паркера и Мэтта Стоуна, на основе которых был создан сериал «Южный Парк». Для того чтобы различать два мультфильма, их часто называют «Иисус против Фрости» и «Иисус против Санты».

## Иисус против Фрости

Снеговик Фрости. «Иисус против Фрости»

В 1992 году Трей Паркер и Мэтт Стоун, в то время — студенты Колорадского университета в Боулдере, сделали мультфильм «Иисус против Фрости» (англ. Jesus vs. Frosty) с помощью картона, клея и очень старой 8-миллиметровой камеры. Это мультфильм про четырёх детей, очень похожих на главных героев «Южного Парка», причём персонажа, похожего на Картмана, зовут «Кенни».
Дети лепят снеговика и надевают на него волшебную шляпу, чтобы оживить его, как в фильме «Снеговик Фрости». Оживший снеговик оказывается злобным чудовищем и немедленно убивает мальчика, похожего на Картмана. Впервые звучит знаменитая фраза «Боже мой! Фрости убил Кенни!». Друзья обращаются за помощью к Санта-Клаусу, но тот оказывается переодетым Фрости и убивает мальчика в капюшоне, похожего на Кенни. Два оставшихся в живых мальчика бегут к яслям, в которых лежит младенец Иисус. Он кидает во Фрости свой нимб как бумеранг и отрубает тому половину головы вместе с волшебной шляпой. После этого один из выживших друзей произносит ещё одну известную фразу: «Сегодня я кое-что понял». Мальчики осознают, что главный смысл Рождества — в подарках, и идут искать свои рождественские подарки, спрятанные родителями.

## Иисус против Санты
В 1995 году представитель компании «Fox» Брайан Грэден увидел мультфильм «Иисус против Фрости» и заплатил Стоуну и Паркеру 2000 долларов, чтобы они сделали ещё один мультфильм, рождественскую видеооткрытку, которую он смог бы разослать друзьям.
Так появился мультфильм «Иисус против Санты» (англ. Jesus vs. Santa). Анимация в этом фильме очень похожа на анимацию «Южного Парка». Стэн, Кайл, Картман и Кенни выглядят почти так же, как в первых эпизодах сериала. Кайл оказывается евреем, а тело Кенни в конце съедают крысы. Также в фильме можно заметить Венди Тестабургер, сидящую на коленях у Санты.
Бюджет фильма составил 750 долларов, остальные деньги авторы оставили себе. В серии «Очень дерьмовое Рождество» пародируется создание этого фильма.
Сюжет существенно отличается от «Иисуса против Фрости». Иисус нисходит в Саут-Парк, предстаёт перед детьми и требует отвести его в торговый центр. Там он вызывает на бой Санта-Клауса, так как тот искажает смысл Рождества своими подарками. Начинается битва в стиле японских боёв гигантских роботов, в ходе которой гибнут случайные люди, в том числе — Кенни. Иисус и Санта зовут мальчиков на помощь, но друзья не знают, кому помогать. Они задаются вопросом «Что бы сделал Брайан Бойтано?»; неожиданно появляется Брайан Бойтано и говорит, что смысл Рождества в том, чтобы мирно друг с другом обращаться. Друзья передают эти слова Иисусу и Санте, и они мирятся. Как и в предыдущем фильме, мальчики решают, что смысл Рождества — это подарки. Кайл говорит, что еврейские дети получают подарки на протяжении восьми дней, так что остальные тоже решают стать евреями и уходят, в то время как труп Кенни съедают крысы.
Граден разослал видео 80 друзьям в декабре 1995 года; одним из друзей был Джордж Клуни, которому мультфильм очень понравился. Запись попала в руки и к Брайану Бойтано, который был польщён. Несколько месяцев запись копировали, передавали из рук в руки и распространяли через Интернет, и, в конце концов, она попала в руки людям с канала «Comedy Central». Канал нанял Стоуна и Паркера, и они разработали сериал «Южный Парк», премьера которого состоялась в США 13 августа 1997 года.
В 1997 году фильм «Иисус против Санты» получил награду Ассоциации кинокритиков Лос-Анджелеса за лучшую анимацию.

### Интересные детали
- Этот ролик назвал своим любимым во всём «Южном Парке» редактор шоу Дэвид Лист. Он так описал свои впечатления от первого просмотра мультфильма: «Я полюбил каждую секунду этого мультфильма. Каждый момент был оригинальным, своеобразным, умным, потрясающе весёлым, увлекательным и придавал серьёзный смысл фразе „выйти за границы возможного“»[1].
- В начале мультфильма звучит проигрыш из песни «It Happened in Sun Valley», которая позже вошла на диск «Mr. Hankey’s Christmas Classics» в «исполнении» Стэна и Венди.
- В мультфильме можно увидеть статую с главным героем фильма Паркера и Стоуна «Оргазмо». Позже изображение этого героя появляется на двери комнаты Картмана в пилотном эпизоде «Картман и анальный зонд».
- Во время драки Иисуса и Санты играет музыка из игры Mortal Kombat 3.
- Возможно, название (Фрости против Санты) является отсылкой к нашумевшему в Америке скандалу с участием Никсона, а конкретно к пьесе «Фрост против Никсона».
- На диске игры для PlayStation Tiger Woods PGA Tour 99 находилась несанкционированная запись этого эпизода[2].